# Scytodes suffusa
Scytodes suffusa är en spindelart som beskrevs av Embrik Strand 1906. Scytodes suffusa ingår i släktet Scytodes och familjen spottspindlar. Inga underarter finns listade i Catalogue of Life.